# ウラジーミル・ルイシコフ

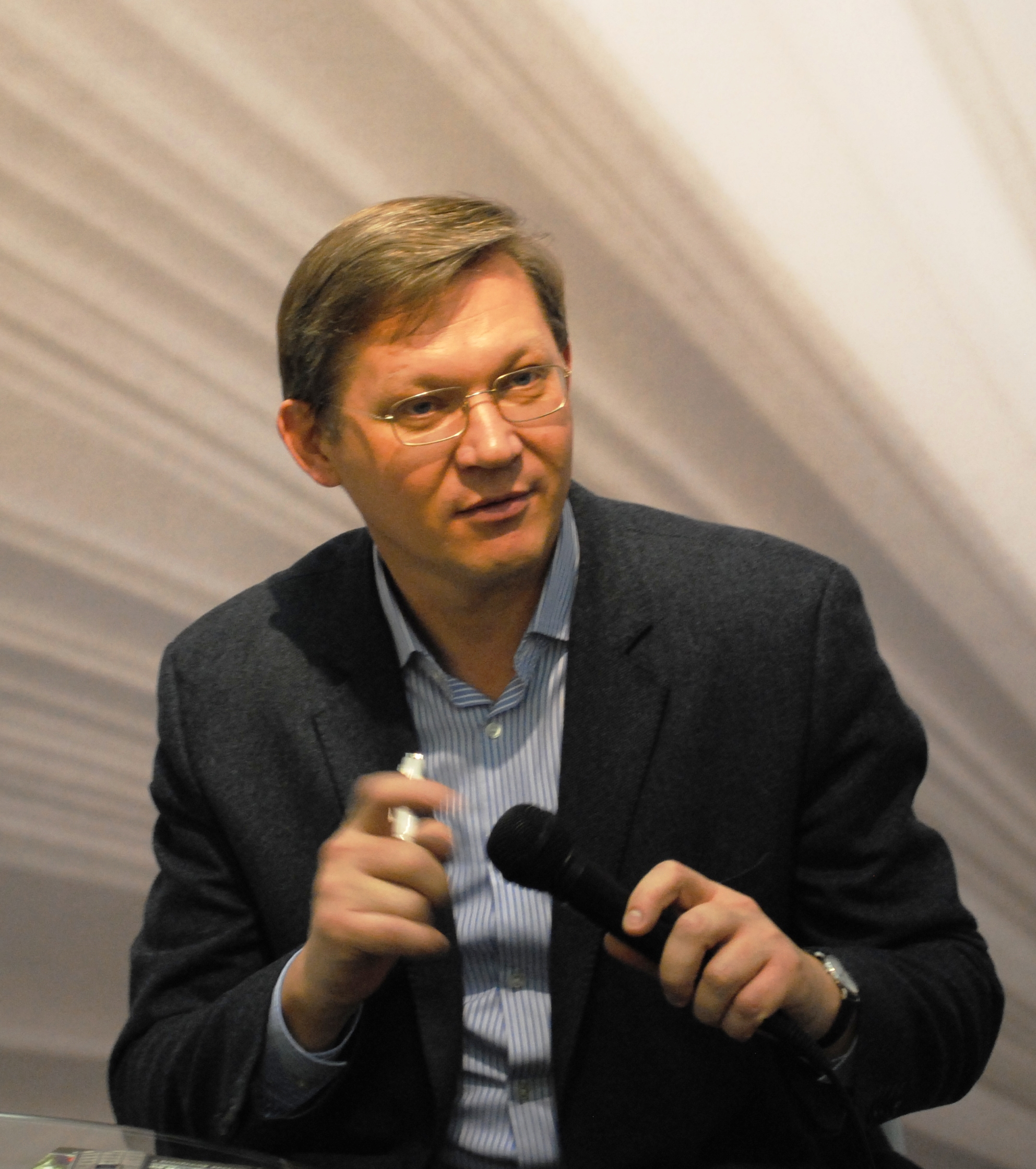
ウラジーミル・ルイシコフ

ウラジーミル・アレクサンドロヴィチ・ルイシコフ（ロシア語: Владимир Александрович Рыжков、Vladimir Aleksandrovich Ryzhkov、1966年9月3日 - ）は、ロシアの政治家。アルタイ地方ルプツォフスク出身。2006年野党連合「もう一つのロシア」に参加する。
1993年ロシア連邦議会下院国家会議選挙にアルタイ地方のバルナウルから選出される。当選後はロシアの選択会派代表を務めた。1997年には下院副議長に選出されている。1998年9月19日社会問題担当副首相に就任するも、わずか数日で辞任している。1997年ロシア下院選挙では独立系候補として立候補し、当選後はウラジーミル・プーチンの与党、統一（統一ロシアの前身）に入党した。しかし2000年ロシア大統領選挙では、プーチン批判を強め、プーチン陣営から離反した。2003年ロシア下院選挙でも数少ない独立系リベラル派の候補として当選、2005年ロシア共和党の党首となるが、2007年ロシア下院選挙では選挙法が改正されたことも不利に働き落選した。
2021年4月、ルイシコフは「3ヶ月前にナワリヌイがドイツから帰国した際に、空港で逮捕されて以来、国が変わった」「ロシアは今や独裁国家で、若者や大学生がSNSに無邪気な書き込みをしただけで実刑判決を受けるような国です」「さらに悪化するだろう。経済の衰退、資本の流出、所得の減少、そしてテクノロジーの遅れ、これらはプーチンの内政と外交政策がもたらした必然的な結果だ」と語っている。同月、ロシア各地でナワリヌイの釈放を求めるデモが発生、当局は少なくとも1,700人を逮捕した。ルイシコフはこのデモの詳細をSNSに投稿した後に、集会を組織した数百人のなかの一人として逮捕されている。
同年9月、補欠選挙に当選するかたちでモスクワ市議会議員となったが、2022年6月27日、休暇を理由にロシアを出国しドイツに入国したことが報じられた。ドイツで研究活動をする予定であるとの情報もあり、同年2月のロシアのウクライナ侵攻が関係しているのではないかとも報じられている。